# T-Mobile Arena
T-Mobile Arena é uma arena coberta multi-uso na Las Vegas Strip em Paradise, Nevada. Inaugurada no dia 06 de abril de 2016, a arena é uma joint venture entre a MGM Resorts International e o Anschutz Entertainment Group.
A arena é a casa do Vegas Golden Knights da National Hockey League, que começou a jogar em 2017. Desde a sua abertura, o T-Mobile Arena tem sido principalmente utilizado para eventos de entretenimento, como concertos, e tem sido reservado para esportes de combate, eventos e outros eventos desportivos anuais.
A arena é acessada por um novo projeto de desenvolvimento conhecido como The Park, com o varejo e espaço de refeições entre New York, New York e os hotéis-cassino de Monte Carlo.

## Galeria
- Interior na configuração para basquetebol